# Aiutaius de Mágada
Aiutaius foi um rei semilendário da dinastia de Briadrata que governou sobre Mágada em sucessão de Serutavata, seu pai. Reinou entre 1 193 e 1 171 a.C., segundo algumas reconstituições. Foi sucedido por seu filho Niramitra.